# Ghisoni
Ghisoni é uma comuna francesa na região administrativa da Córsega, no departamento de Alta Córsega. Estende-se por uma área de 124,6 km². 